# 弗羅洛沃
49°46′N 43°39′E / 49.767°N 43.650°E
弗羅洛沃（Фро́ло́во）是俄羅斯伏爾加格勒州弗羅洛沃縣的一個城市。位於州府伏爾加格勒以北148公里。2002年人口41,132人。
1868年建立，1936年設市。